# 이용휘 (1962년)
이용휘(李龍徽, 1962년 2월 20일 ~ )는 대한민국의 사회운동가 출신 정치인이다.

## 생애
1960년 8월 18일(음력)경상북도 울진군 매화면(당시 강원도 울진군 원남면)에서 태어났다. 매화국민학교와 매화중학교 및 협성상업고등학교를 졸업하고 은행원으로 근무하다가 사법시험에 도전하였으나 운동권 사람들을 만나면서 고시생 생활을 마무리하였다.
이후 2002년 개혁국민정당에 합류하였으나 2003년 말 개혁당 집행부가 당을 인터넷으로 해산 결의를 하여 열린우리당에 합당시키려고 하였다. 이용휘는 '개혁당비상대책위원회'를 결성, 5인공동위원장을 맡아 개혁당 집행부 전체를 상대로 '개혁당집행부업무정지가처분신청 및 대표자대행선임가처분신청의 소'를 제기했다. 또 중앙선거관리위원회로부터 개혁당의 해산 결의는 무효라는 결정을 받았다. 이후 1년여 동안 개혁당 살리기 운동을 주도적으로 이끌어 개혁당 살리기는 성공한다. 그러나 탈당파가 당의 재산을 돌려주지 않아 활동에 방해를 받았다. 그리고 이용휘를 비롯한 개혁당 비대위원들은 선거 직전 민주노동당 지지 선언을 했다. 그러나 개혁당은 대한민국 제17대 총선이 끝난 2004년 9월 개정 정당법상의 요건을 충족시키지 못하여 소멸하였다.
이후 2005년 5월 인터넷신문 '서울뉴스'를 창간해 초대 발행인 겸 편집인을 역임하였고, 이외에도 각종 인터넷 언론에서 칼럼니스트 및 논객으로 활동했다. 또한 2006년 4월 19일 '한국의미래를준비하는당'(한미준)을 창당하여 초대 당공동대표에 취임하였다. 당시 이 당은 대선주자로서 지지율 선두를 달리던 고건 전 국무총리를 지지하는 단체를 표방하였으며, 고건이 선거 활동에 참여한 동숭동팀의 구성원이 대거 참여하였다., 그러나 정작 고건 본인은 이 당의 창당 등에 관여하지 않았을 뿐 아니라 어떠한 교감도 없었으며, 오로지 한미준의 일방적인 지지와 생각이라고 주장하였다. 당시 고건은 이례적으로 보도자료를 각 언론사에 돌리며 해명에 나섰고, 이용휘는 창당은 고건 전총리와 견해를 같이하지 않았지만 한국의 미래를 준비하는 모임의 과정에서는 함께 하였음을 주장했다.. 같은 해 5월 31일에 치러진 '제4회 전국동시지방선거'에서 서울시장, 대전시장, 부안군수, 무주군수, 보성군수 등 광역 및 기초단체장 후보와 서울시의원 등 광역 및 기초의원 후보를 냈으나 모두 낙선하였다.
그러다 한나라당 대통령 후보 경선이 시작된 2007년 5월에 박근혜 후보 캠프에 합류하여 박근혜 특별보좌역 및 박근혜캠프 사이버문화위원장을 맡아 지지활동을 펼쳤으며, 2008년 4월 9일에 치러진 18대 총선 후 한나라당의 공천을 비판하면서 탈당하였다. 이후 대한민국 제18대 총선(서울 중랑 을)에서 자유선진당 후보로 출마했으나 역시 낙선하였다.
이후 2008년 8월 자유선진당을 탈당하고 친박연대 서울시당 수석부위원장을 맡았다. 이후 친박연대를 탈당하고, 선진한국당(구 한미준)에 입당하며 당명을 '친박연합'으로 개정하고 사무총장직을 맡았는데, 당시 친박연합이 박근혜를 지지할 뿐 아니라 당명까지 비슷하여 친박연대와 혼동된다는 지적이 있었다.
이후 또 신당을 창당하였는데, 이 당은 창당 준비위원회가 결성된 상태에서 자유평화당과 합당, 영남신당자유평화당(약칭 영남신당)으로 등록되었다. 영남신당은 2012년 한나라당으로 당명을 개정하였다. 그는 이 당의 최고위원을 맡았다. 그러나 한나라당은 0.85%에 그치면서 등록이 취소되었다. 그 후, 그는 영남신당 세력을 규합하여 새로운 당의 창당에 참여하고 있는데, 당명은 '희망! 한나라당'이며 부인인 이은영 대구광역시 동구 의원이 대표로 등록되어 있다. 2012년 희망한나라당으로 등록하여 대표최고위원에 취임하였다. 이후 희망한나라당은 새정치국민의당 (약칭 : 새정치당)으로 당명을 개정하였지만, 2014년 지방선거를 앞두고 안철수김한길의 새정치연합을 상대로 법원에 '유사정당명칭사용금지가처분신청'을 하였으나 1심에서 패소하자 항소를 포기하고, 개혁국민신당(약칭 : 개혁신당)으로 당명을 개정하였다.

### 박준홍과의 갈등
이용휘와 박준홍 대표간에 갈등이 있다. 박준홍 대표측에서 이용휘를 해당 행위를 이유로 경질하였으나, 이용휘 측은 이 회의가 불법적으로 진행된점 등에서 소송을 준비하고 있다. 한편 이에 대하여 김형기 대변인이 박준홍 대표의 불법적인 행위를 비판하며 탈당하였다. 결국 박준홍 대표는 6.2지방선거 과정에서 대구광역시의원 주 모씨로부터 비례대표 공천과 관련하여 거액의 공천헌금을 받은 혐의로 2010년 9월 주 모씨등과 함께 구속되었다. 2010년 11월 26일 서울서부지방법원 형사합의 11부(김현미 부장판사)는 박준홍에게 징역 2년 추징금 3천만원의 실형을 선고했다.

## 역대 선거 결과
| 실시년도 | 선거  | 대수 | 직책     | 선거구         | 정당       | 득표수  | 득표율         | 순위 | 당락 | 비고 |
| -------- | ----- | ---- | -------- | -------------- | ---------- | ------- | -------------- | ---- | ---- | ---- |
| 2008년   | 총선  | 18대 | 국회의원 | 서울 중랑구 을 | 자유선진당 | 2,872표 | \| \| 3.66% \| | 5위  | 낙선 |      |
|          | 3.66% |      |          |                |            |         |                |      |      |      |